# لورينا ميراندا
لورينا ميراندا (بالإسبانية: Lorena Miranda Dorado)‏ هي لاعبة كرة الماء إسبانية، ولدت في 7 أبريل 1991 في سبتة في إسبانيا.

## وصلات خارجية
- لورينا ميراندا على موقع الاتحاد الدولي للسباحة (الإنجليزية)
- لورينا ميراندا على موقع اللجنة الأولمبية الدولية (الإنجليزية)
- لورينا ميراندا على موقع أوليمبيديا (الإنجليزية)
- لورينا ميراندا على موقع اللجنة الأولمبية الإسبانية (الإسبانية)